# Made for Love (serie televisiva)
Made for Love è una serie televisiva statunitense del 2021 creata da Alissa Nutting, Dean Bakopoulos, Patrick Somerville e Christina Lee.
È basata sull'omonimo romanzo di Alissa Nutting.

## Trama
Dopo che una donna fugge da un matrimonio soffocante di dieci anni con un miliardario nel campo della tecnologia, scopre che suo marito le ha impiantato nel cervello un sistema di tracciamento. Questo dispositivo, permette a lui di rintracciarla, guardare la sua vita e conoscere i suoi "dati emozionali" mentre cerca di riottenere la sua indipendenza.

## Episodi
| Stagione         | Episodi | Pubblicazione USA | Prima TV Italia |
| ---------------- | ------- | ----------------- | --------------- |
| Prima stagione   | 8       | 2021              | 2021            |
| Seconda stagione | 8       | 2022              | 2022            |

## Personaggi e interpreti

### Principali
- Hazel Green Gogol (stagioni 1-2), interpretata da Cristin Milioti, doppiata da Gea Riva.
Moglie di Byron con un chip nel cervello che vuole il divorzio e cerca in tutti i modi di riottenere la propria indipendenza.
- Byron Gogol (stagioni 1-2), interpretato da Billy Magnussen, doppiato da Massimo Triggiani.
Fondatore e amministratore delegato di Gogol e marito ossessionante di Hazel. Vive e lavora nell’Hub con Hazel da dieci anni senza mai lasciarlo.
- Lyle Herringbone (stagioni 1-2), interpretato da Dan Bakkedahl, doppiato da Massimo De Ambrosis.
Collaboratore di Byron.
- Dott.ssa Fiffany Hodeck (stagioni 1-2), interpretata da Noma Dumezweni, doppiata da Cristina Giolitti.
Direttrice scientifica della Gogol.
- Herbert Green (stagioni 1-2), interpretato da Ray Romano, doppiato da Massimo Rossi.
Padre di Hazel rimasto vedovo, ha una relazione con una compagna sintetica di nome Diane.
- Liver (stagione 1), interpretato da Augusto Aguilera, doppiato da Mattia Bressan.
Proprietario del bar cittadino.
- Bennett Hobbes (stagione 2; ricorrente stagione 1), interpretato da Caleb Foote, doppiato da Jacopo Calatroni.
Assistente di Byron.
- Jay / Jasper (stagione 2; guest stagione 1), interpretato da Sarunas J. Jackson, doppiato da Diego Baldoin.
Collega di lavoro di Hazel al bowling. In realtà è un agente FBI sotto copertura che si fa assumere nell’Hub come analista.

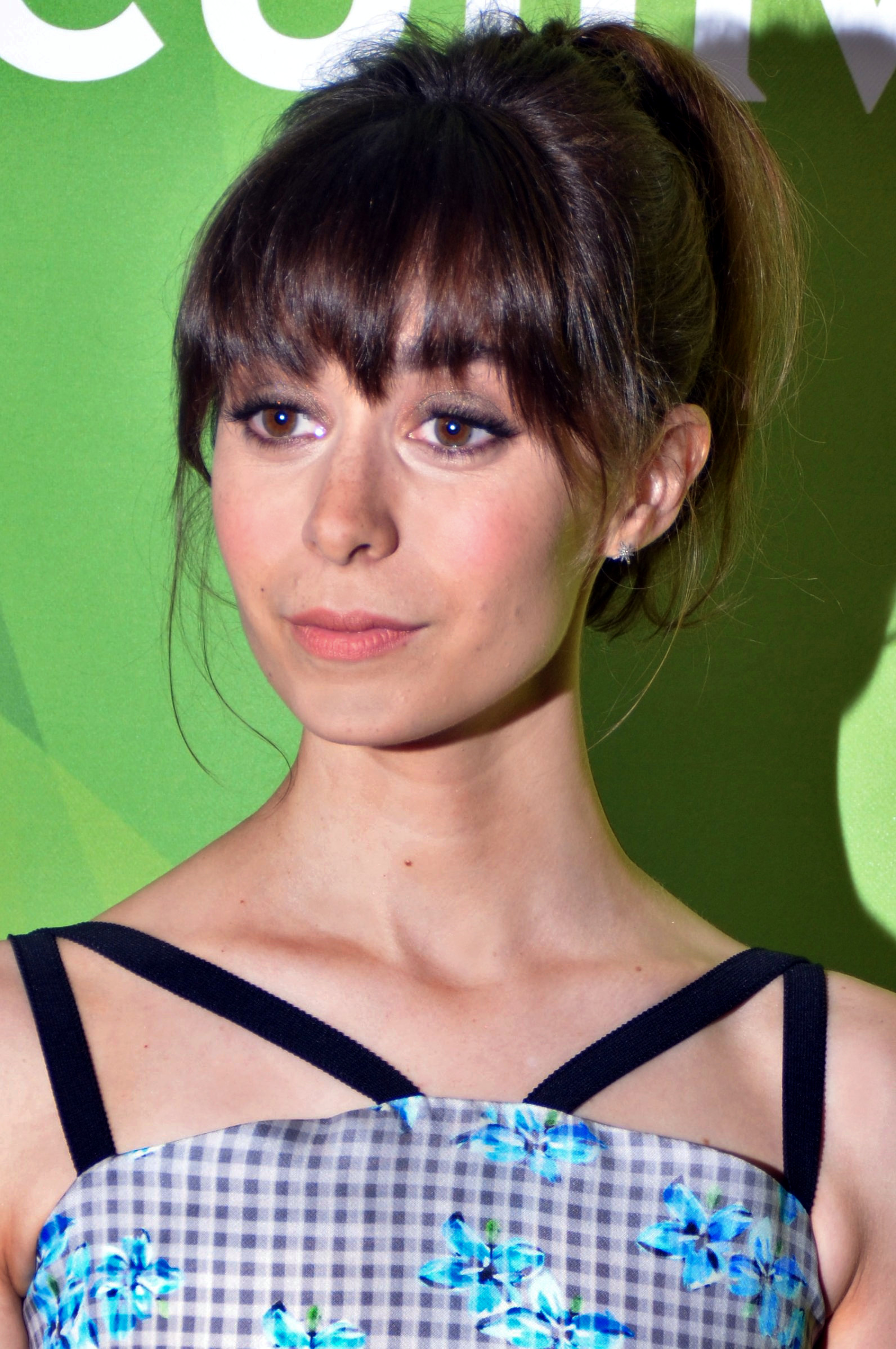
Cristin Milioti
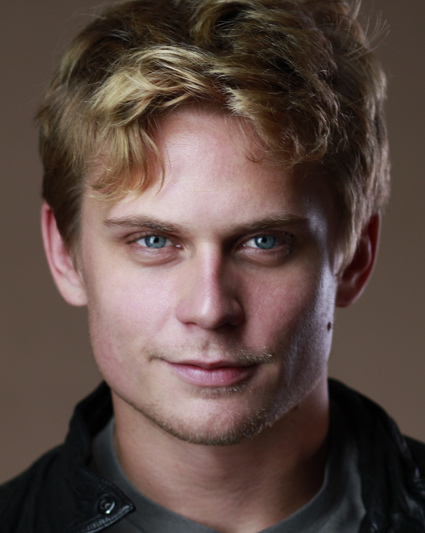
Billy Magnussen
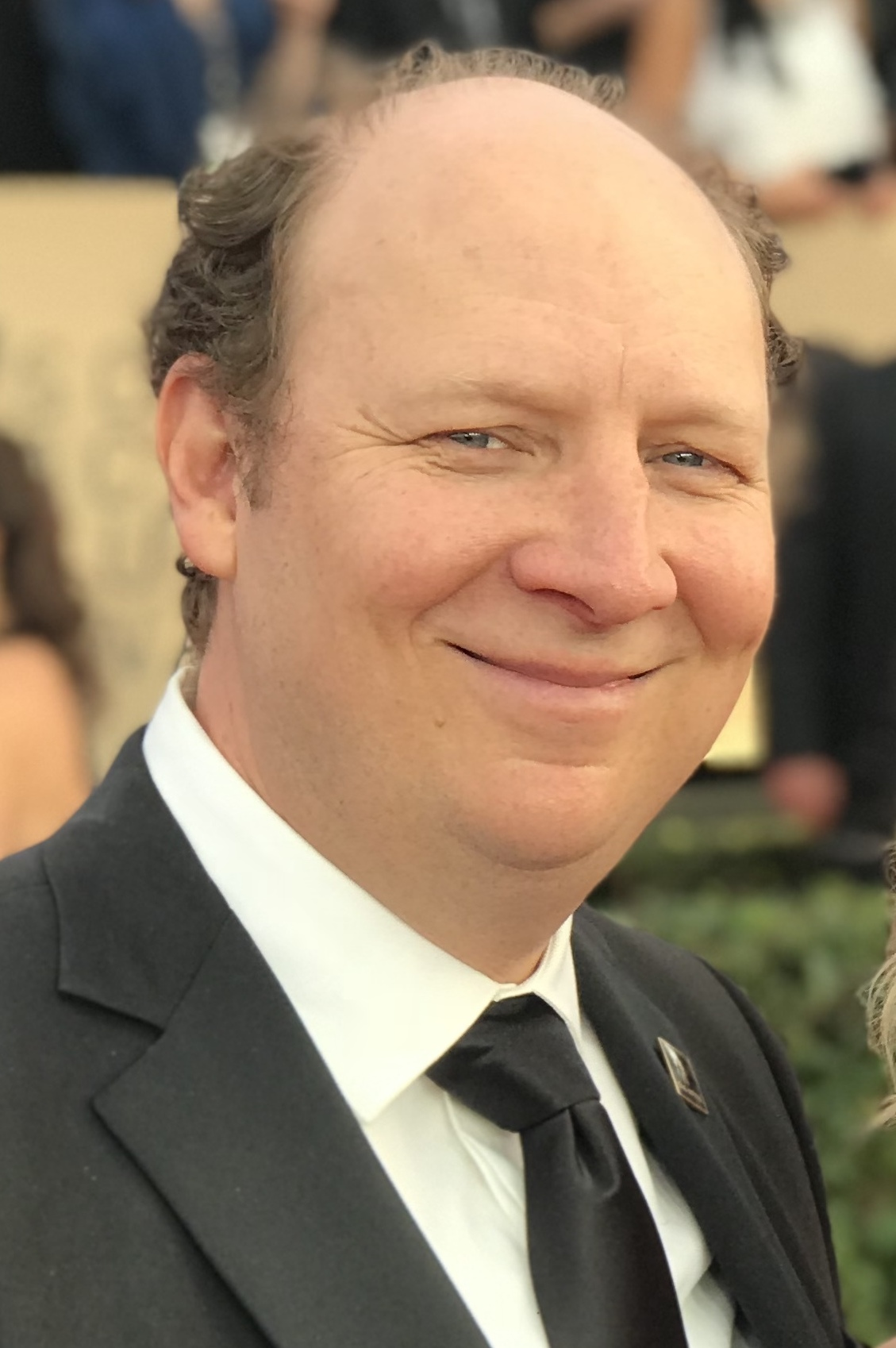
Dan Bakkedahl
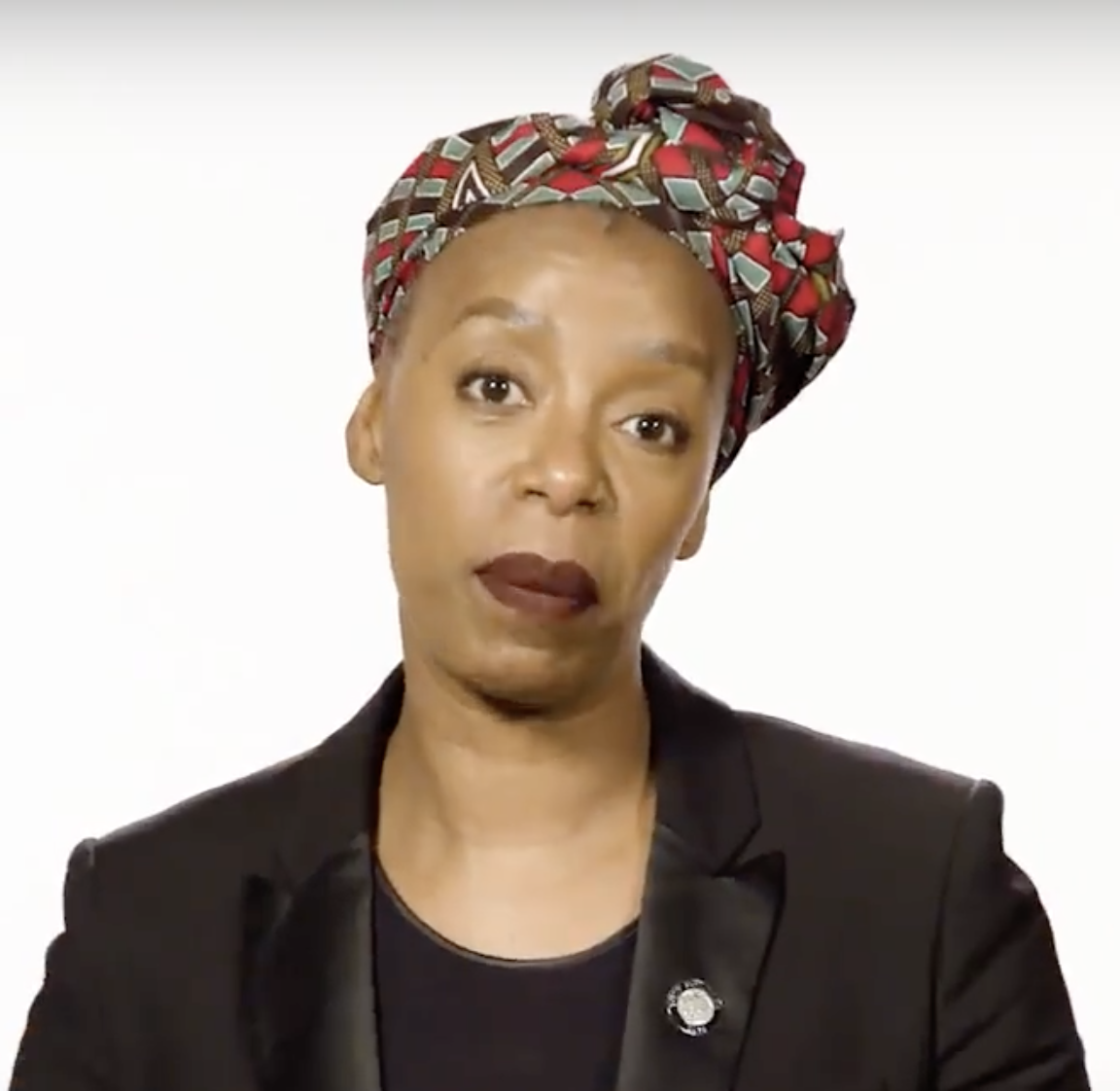
Noma Dumezweni
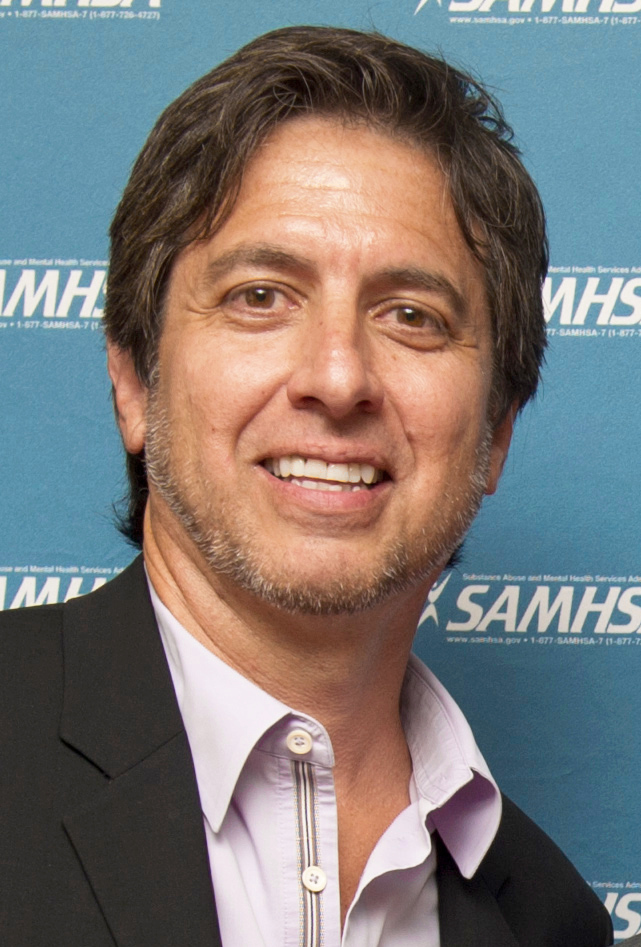
Ray Romano
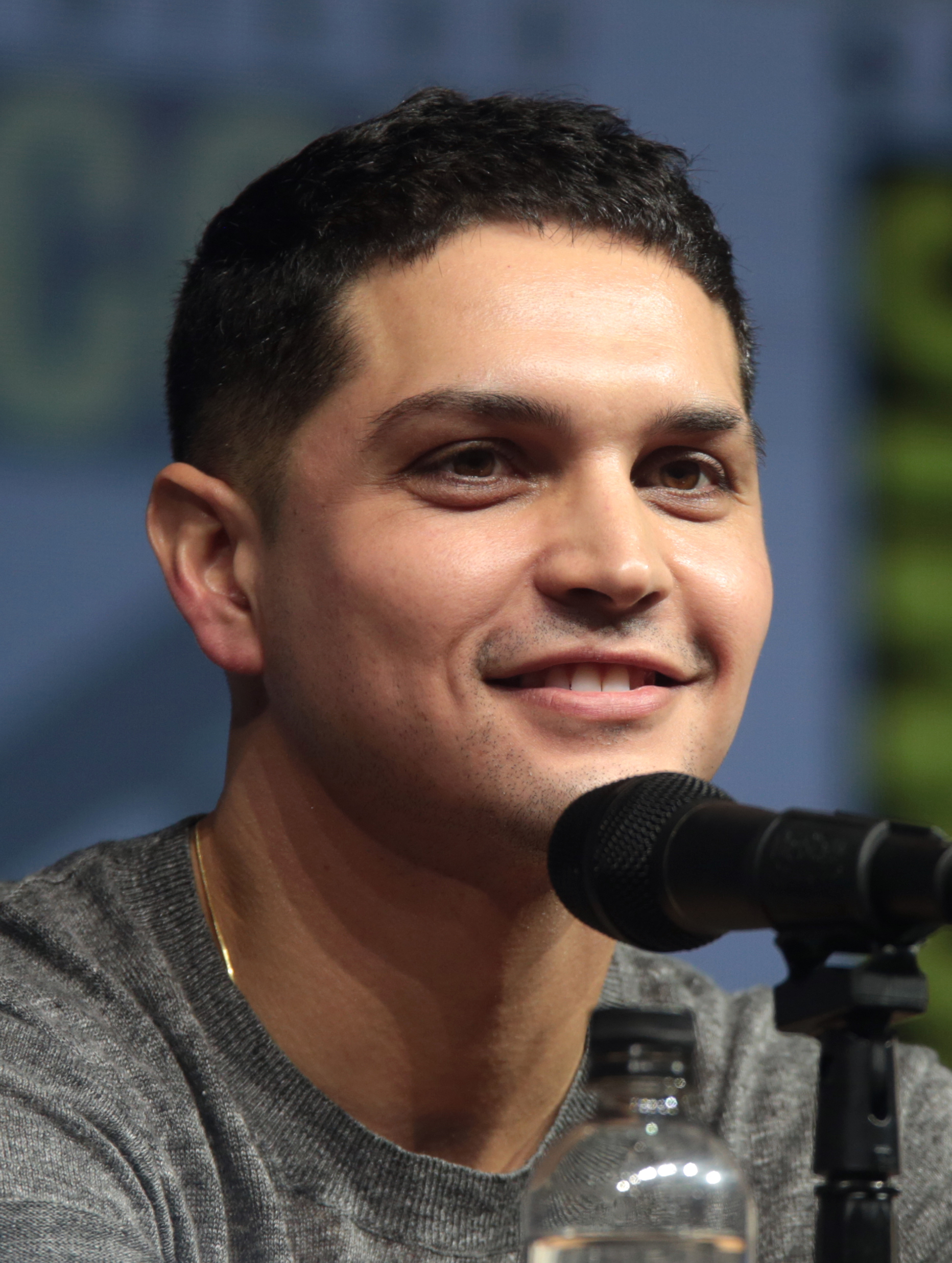
Augusto Aguilera

### Ricorrenti
- Bangles de la Morga (stagione 1; guest stagione 2), interpretata da Patti Harrison, doppiata da Deborah Magnaghi.
Amica di Hazel.
- Judiff (stagioni 1-2), interpretata da Kym Whitley, doppiata da Loredana Nicosia.
Ex fidanzata di Herbert che ora è una suora.
- Keefus / Jeff (stagione 2), interpretato da Raymond Lee.
Analista della Gogol.
- Dott.ssa Hau (stagione 2), interpretata da Angela Lin, doppiata da Maddalena Vadacca.
Medico che si occupa del trattamento di Herbert.
- Zelda (stagione 2), doppiata in lingua originale da Ashley Madekwe, doppiata in lingua italiana da Elisabetta Spinelli.
Delfino che aiutò Hezel a fuggire tramite la piscina dell’Hub. Ha smesso di parlare da quando Fiffany è stata rinchiusa nel cubo pascolo.
- Hank Walsh (stagione 2), interpretato da Chris Diamantopoulos, doppiato da Claudio Ridolfo.
Agente FBI, capo dell’operazione per liberare le persone scomparse nell’Hub e arrestare Byron.
- Nienteporte, interpretata da Paula Abdul, doppiata da Chiara Francese.
Assistente virtuale di Jasper.

## Produzione

### Sviluppo
Nel giugno 2019 WarnerMedia oltre a confermare la produzione della serie, composta da 10 episodi, ha annunciato che sarebbe stata distribuita sul loro servizio di streaming HBO Max e che Patrick Somerville sarebbe stato lo showrun e lo sceneggiatore della serie, con S. J. Clarkson alla regia.
Il 28 giugno 2021 HBO Max ha rinnovato la serie per una seconda stagione. Il 10 giugno 2022 la serie è stata cancellata dopo due stagioni.

### Casting
Nel luglio 2019, Cristin Milioti è stata scelta per recitare nella serie, nel ruolo della protagonista. Tra ottobre e novembre dello stesso anno, Noma Dumezweni, Billy Magnussen, Dan Bakkedahl e Augusto Aguilera si sono uniti al cast, così come Raymond Lee il mese seguente.

## Promozione
Il trailer della prima stagione stato pubblicato il 22 marzo 2021, mentre quello dello seconda stagione il 14 aprile dell'anno successivo.

## Distribuzione
Negli Stati Uniti i primi tre episodi della serie sono stati pubblicati sulla piattaforma di streaming HBO Max il 1º aprile 2021, mentre altri tre sono stati distribuiti l'8 aprile e i restanti due il 15 dello stesso mese. In Italia è stata trasmessa su Sky Serie dal 13 dicembre 2021 al 28 agosto 2022.
La seconda stagione ha debuttato negli Stati Uniti il 28 aprile 2022.

## Accoglienza

### Critica
Sull'aggregatore di recensioni Rotten Tomatoes la prima stagione ottiene il 94% delle recensioni professionali positive, con un voto medio di 7,2 su 10 basato su 53 critiche, mentre su Metacritic ha un punteggio di 68 su 100 basato su 18 recensioni.
Nina Metz del Chicago Tribune ha dato alla serie un voto di 3.5 su 4, scrivendo "[la serie è] profondamente malinconica".

## Riconoscimenti
- 2022 - Critics' Choice Awards
  - Candidatura come miglior attore non protagonista in una serie commedia a Ray Romano[17]